# 斑紋吻棘鰍
斑紋吻棘鰍（学名：Macrognathus zebrinus）為輻鰭魚綱合鰓目刺鰍亞目刺鰍科的其中一種，分布於亞洲緬甸伊洛瓦底江、薩爾溫江等流域，體長可達46公分，棲息在中底層水域，可做為食用魚及觀賞魚。
其种加词“zebrinus”意为“像斑马纹样的”。